# Špiljari
Špiljari (en serbe cyrillique : Шпиљари) est un village du sud-ouest du Monténégro, dans la municipalité de Kotor.

## Démographie

### Évolution historique de la population
| 1948 | 1953 | 1961 | 1971 | 1981 | 1991 | 2003 |
| ---- | ---- | ---- | ---- | ---- | ---- | ---- |
| 5    | 6    | 7    | 9    | 8    | 8    | 8    |

## Galerie

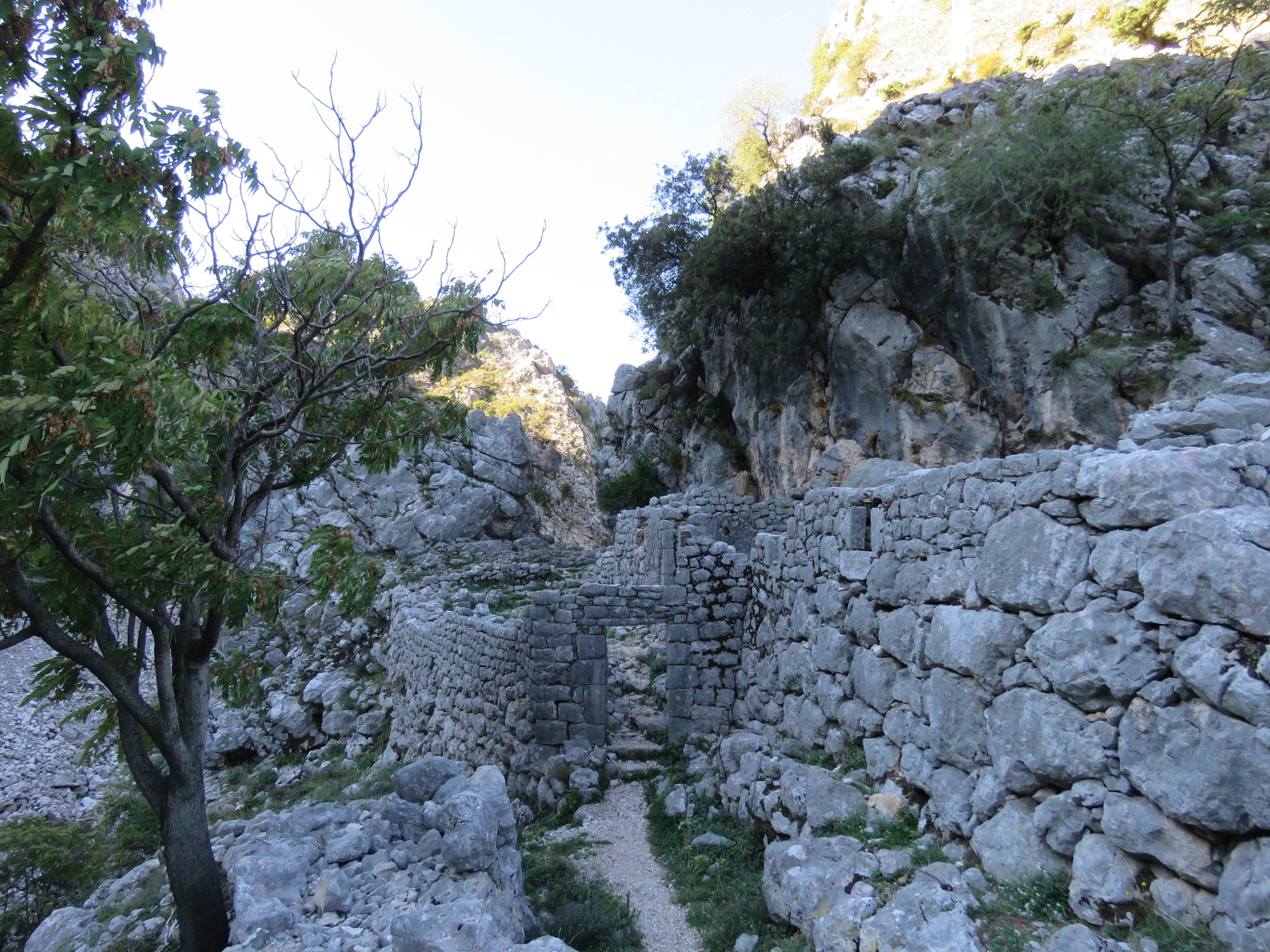
Ruines antiques (2022)
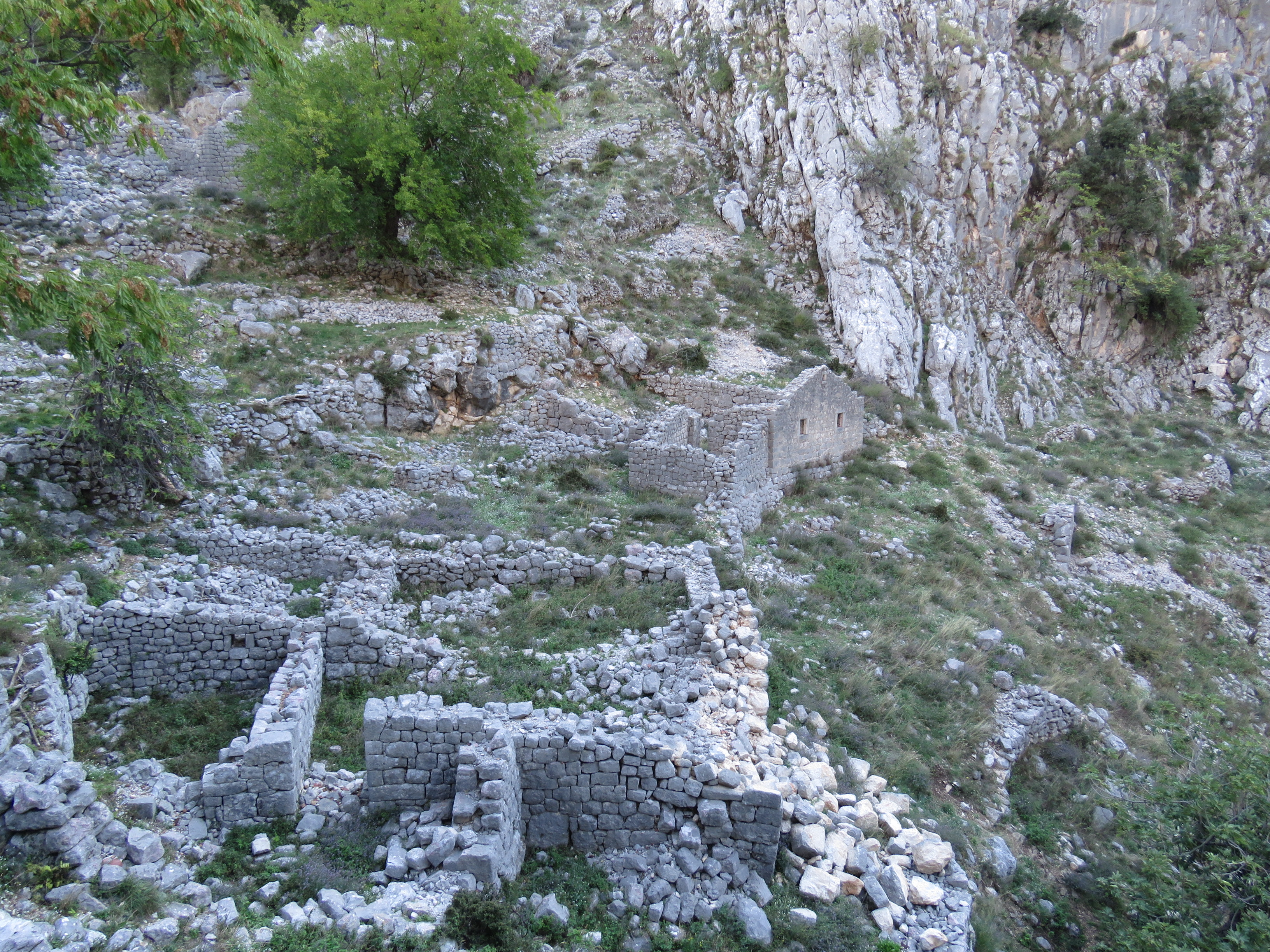
(2022)
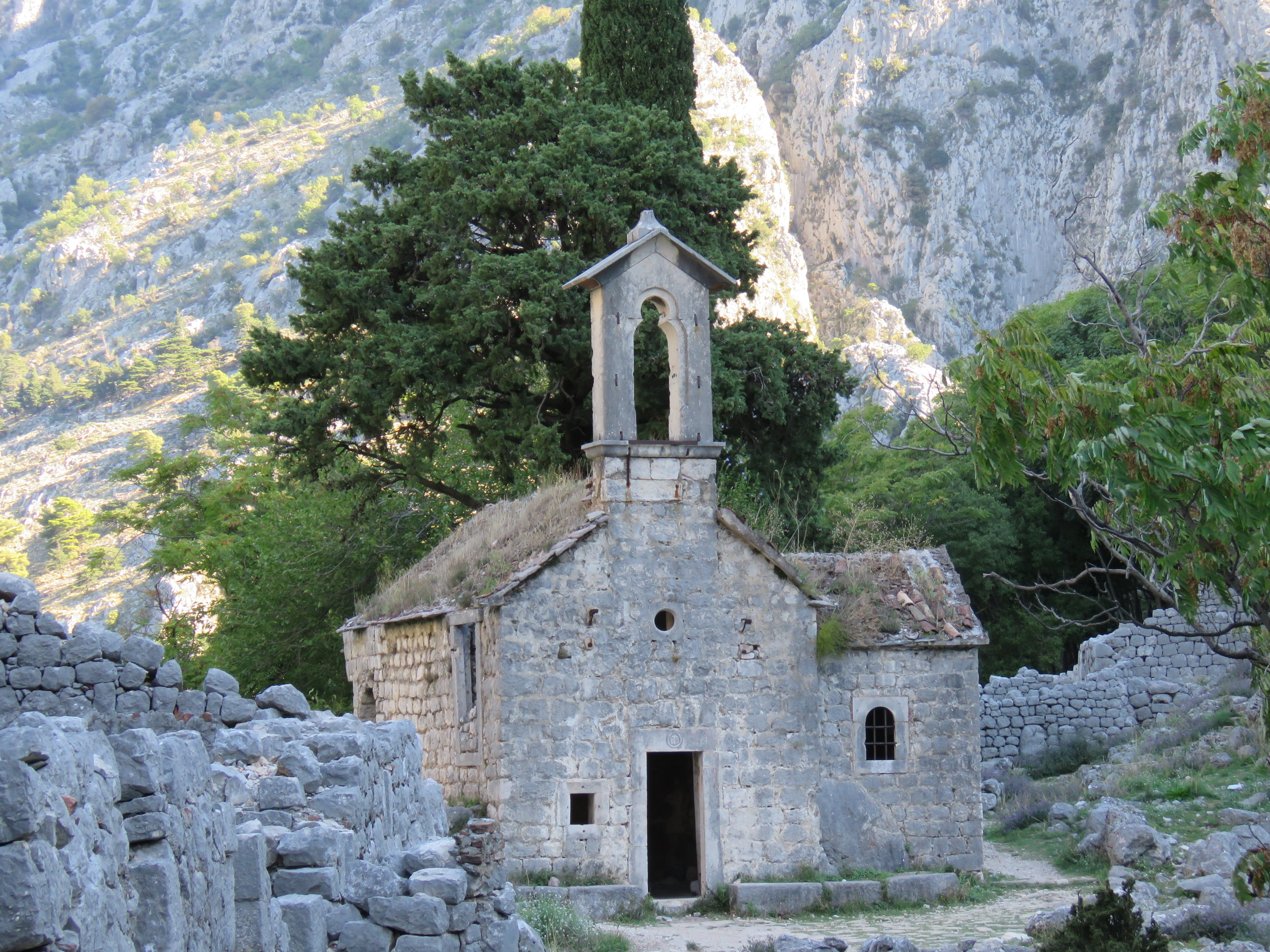
Chapelle près des ruines